# Euclidiodes agitata
Euclidiodes agitata är en fjärilsart som beskrevs av Butler 1882. Euclidiodes agitata ingår i släktet Euclidiodes och familjen mätare. Inga underarter finns listade i Catalogue of Life.